# Chiesa di San Sebastiano (Qormi)

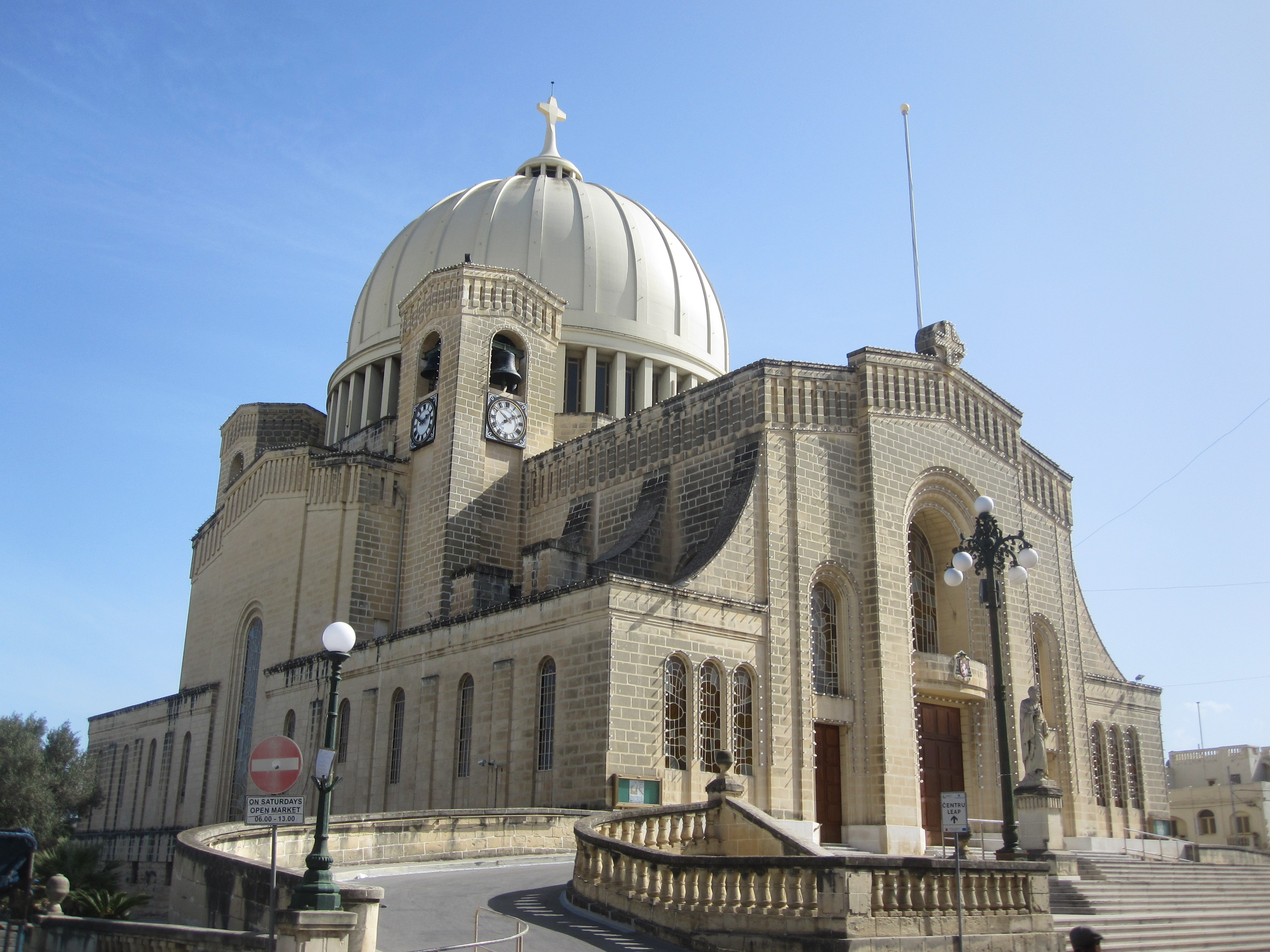
Chiesa parrocchiale di San Sebastiano

La Chiesa parrocchiale di San Sebastiano è una Chiesa Cattolica del XX secolo a Qormi, Malta.

## Vecchia Cappella
La cappella originale dedicata a San Sebastiano è menzionata nei racconti del vescovo Pietro Dusina durante la sua visita del 2 febbraio 1575 e la descrive priva dei mezzi necessari per celebrare la messa.

## Vecchia Chiesa

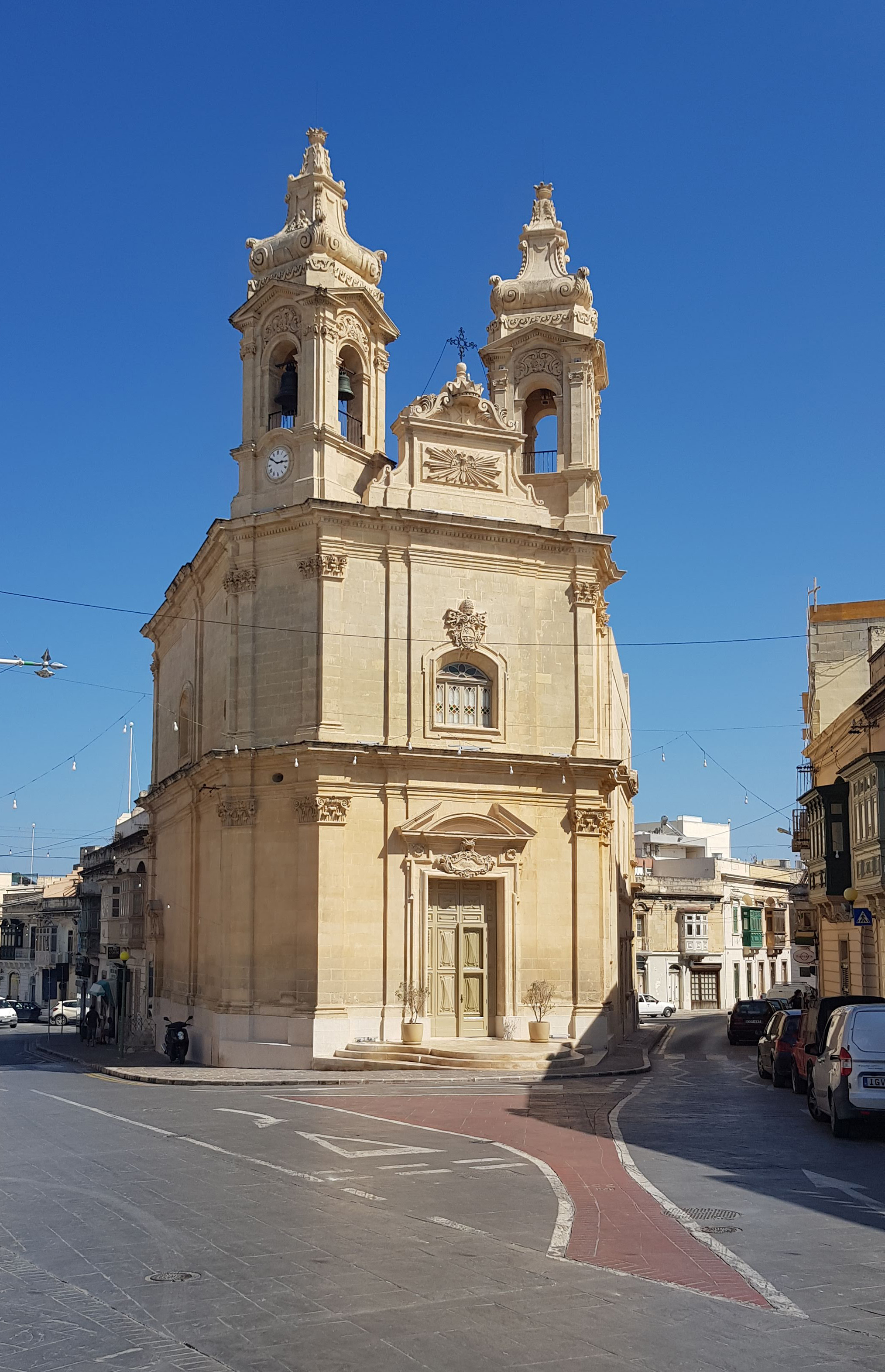
La chiesa vecchia

Anni dopo, nel 1873, quando la popolazione di Qormi aumentò, un costruttore di nome Michelangelo Azzopardi propose al vescovo di Malta di costruire una chiesa più grande invece della vecchia cappella. Nel 1880 iniziarono i lavori per la costruzione della nuova chiesa, che fu benedetta dal Vicario Generale Guzeppi Mercieca il 9 marzo 1890.
Il 19 luglio 1918, l'arcivescovo Mauro Caruana fece della chiesa una chiesa parrocchiale sussidiaria, il che significa che la chiesa aveva il dovere di servire il popolo circostante come chiesa parrocchiale sotto l'autorità della principale chiesa parrocchiale di San Giorgio. La chiesa di San Sebastiano divenne infine una parrocchia indipendente il 25 ottobre 1935.

## Nuova Chiesa
Nel 1937 furono fatti nuovi piani per costruire una chiesa più grande che servisse da chiesa parrocchiale. Furono fatti piani per acquisire terreni vicini dal governo, che fu concesso un anno dopo. Nel 1939, i disegni per la nuova chiesa furono realizzati da Arthur Zammit e presentati da Annetto Mifsud Ellul. Il 4 febbraio 1940 iniziò la prima opera per la costruzione della nuova chiesa. La pietra angolare fu posta il 27 gennaio 1946 dall'arcivescovo Mikiel Gonzi. La cripta della chiesa fu completata nel 1952 ma nel 1956 i lavori per la costruzione della chiesa furono interrotti a causa della mancanza di fondi e iniziarono solo 2 anni dopo. La chiesa fu finalmente terminata nei primi anni '80 e consacrata il 19 gennaio 1986 dall'arcivescovo Joseph Mercieca. La chiesa si trova in Victory Street e ha un'enorme cupola e 4 guglie che domina la città di Qormi. La chiesa ha 8 campane, 2 per l'orologio e 6 per i rintocchi durante la festa. La festa tradizionale è celebrata a luglio, ma l'originale è il 20 gennaio.